# Кастеллірі
Кастеллірі (італ. Castelliri) — муніципалітет в Італії, у регіоні Лаціо,  провінція Фрозіноне.
Кастеллірі розташоване на відстані близько 95 км на схід від Рима, 18 км на схід від Фрозіноне.
Населення — 3500 осіб (2014).
Щорічний фестиваль відбувається 22 жовтня. Покровитель — Santa Maria Salome.

## Демографія
Населення за роками:

Станом на 1 січня 2023 року в муніципалітеті офіційно проживали 93 іноземці з 10 країн, серед них 33 громадяни країн Євросоюзу та 1 громадянин України.

## Сусідні муніципалітети
- Арпіно
- Ізола-дель-Лірі
- Монте-Сан-Джованні-Кампано
- Сора